# カーイト・ベイの要塞

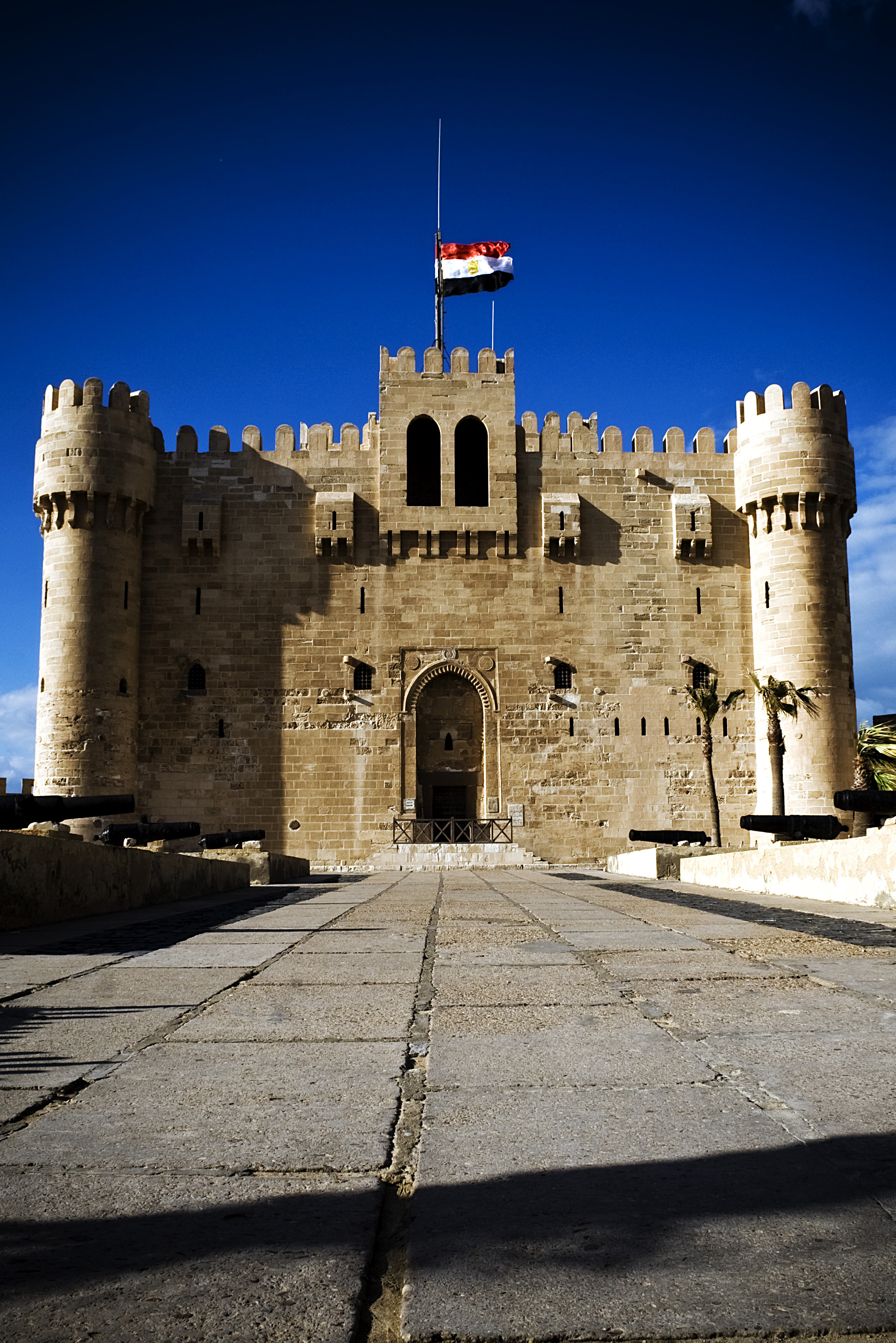
カーイト・ベイの要塞(前景)

カーイト・ベイの要塞（カーイト・ベイのようさい）、もしくはカイトベイ要塞は、エジプトのアレクサンドリアの市街地から、外洋に突き出した半島先端部に存在した要塞。現在は、軍事博物館として一般に開放されており、周囲も含めてよく整備され一般市民の憩いの場、観光スポットになっている。

## 概要

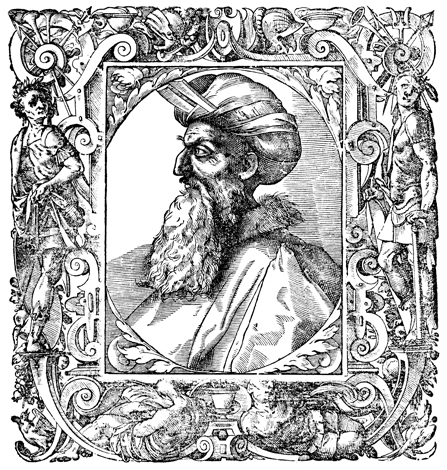
アシュラフ・カーイトバーイ

元来、カーイト・ベイの要塞が建てられた地には、紀元前334年ごろに築かれた「アレキサンドリア大灯台」が建っていた。しかし、796年の地震で大灯台は半壊し、その後の1303年と1323年の地震で完全に崩壊した。14世紀の旅行家イブン・バットゥータは、崩壊のために中に入ることもできないと記している。15世紀後半、マムルーク朝のスルタン、アシュラフ・カーイトバーイが要塞を建設。結果的にカーイトバーイの名前がそのまま施設の名となった。元々、世界七不思議の一つであったアレクサンドリア灯台が存在した場所に位置し、建設に当たっては、既に崩壊していた灯台の資材等を流用したとされている。灯台があった場所だけに、港はもちろんのこと外洋への見晴らしも利く場所となっている。
現在は、軍事博物館として一般に開放されており、周囲も含めてよく整備され一般市民の憩いの場、観光スポットになっている。

## ギャラリー

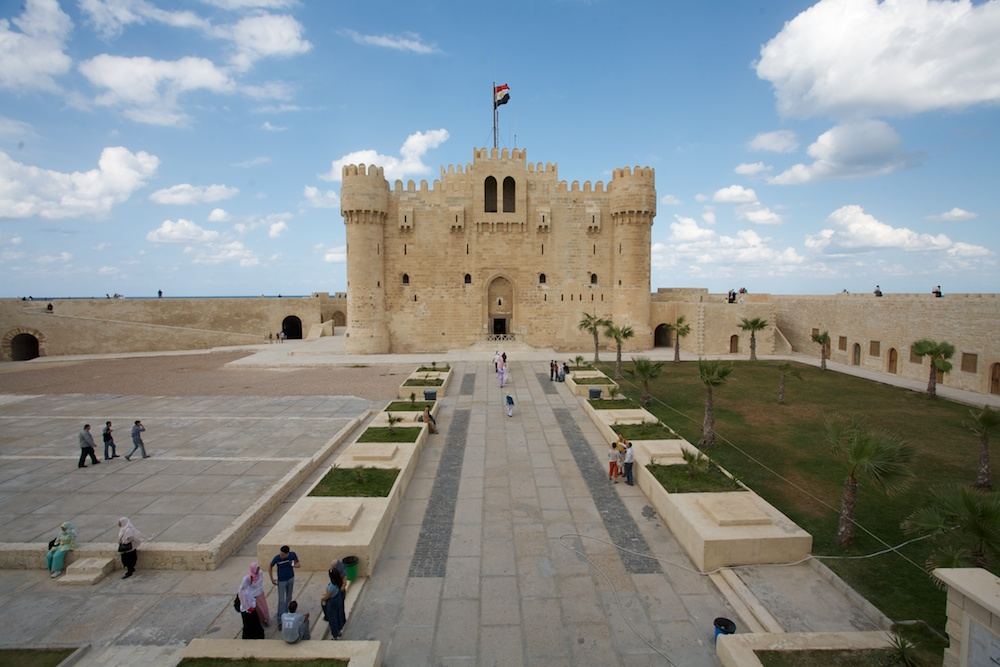
城壁内広場
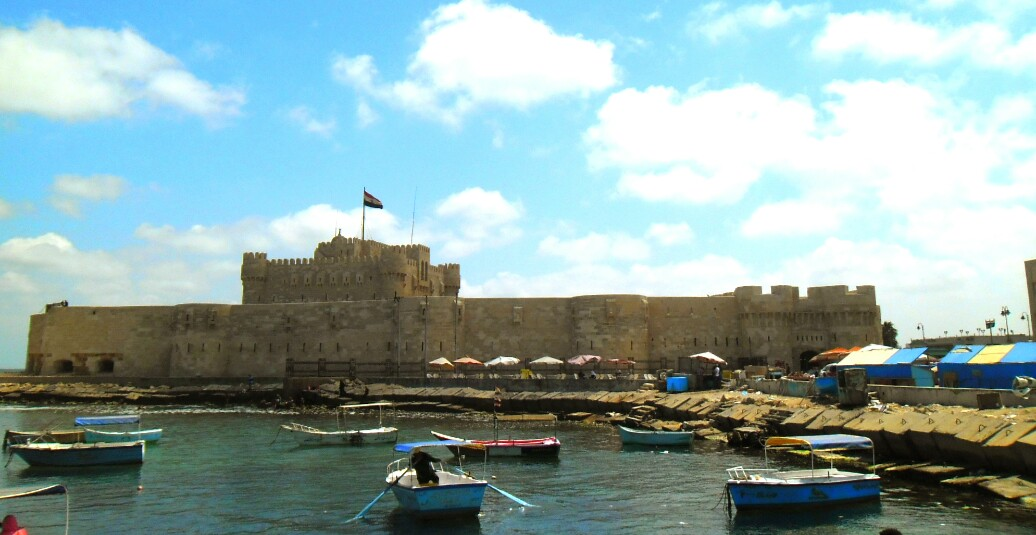
外観側面
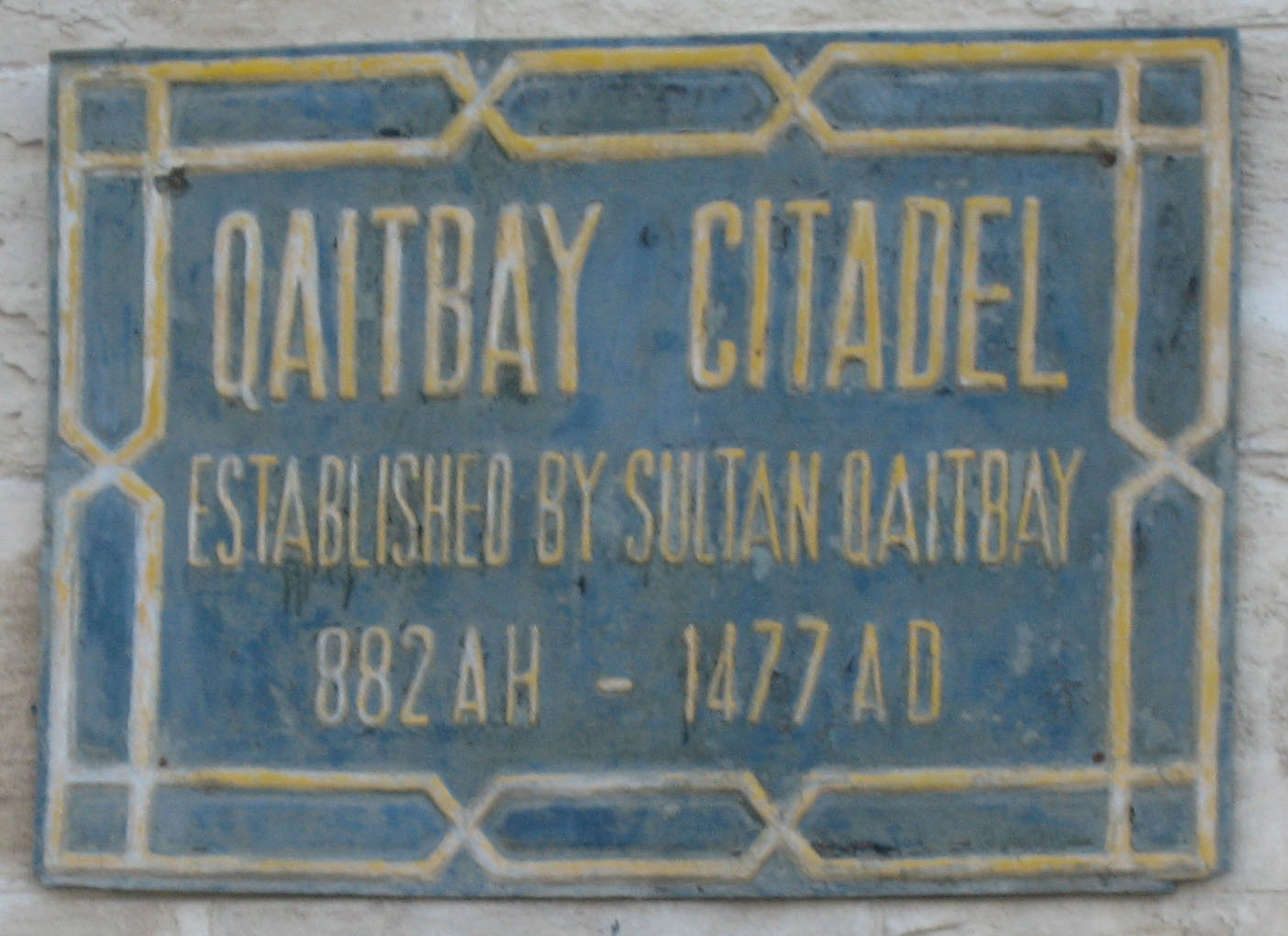
銘板
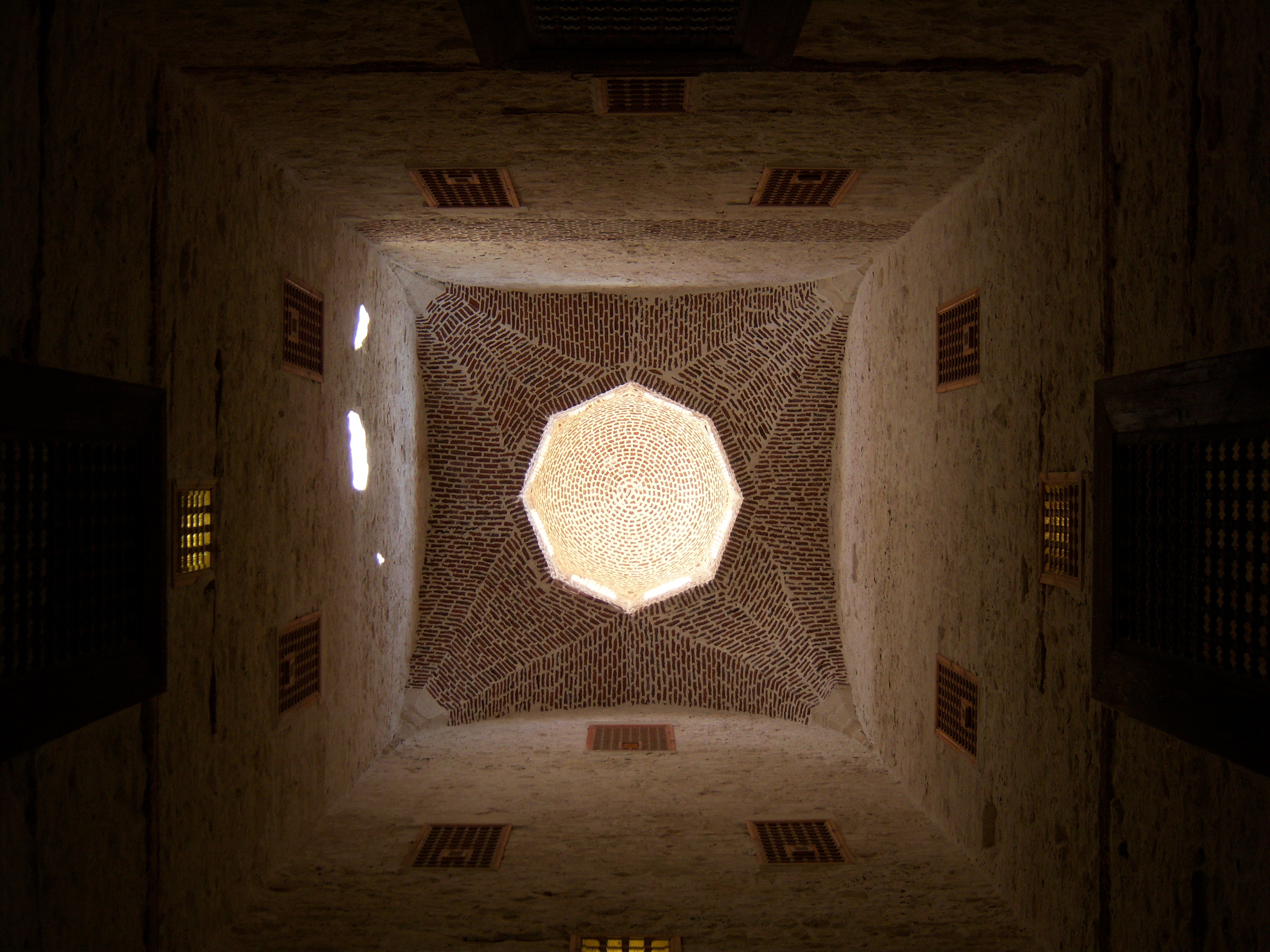
アーチ形天井
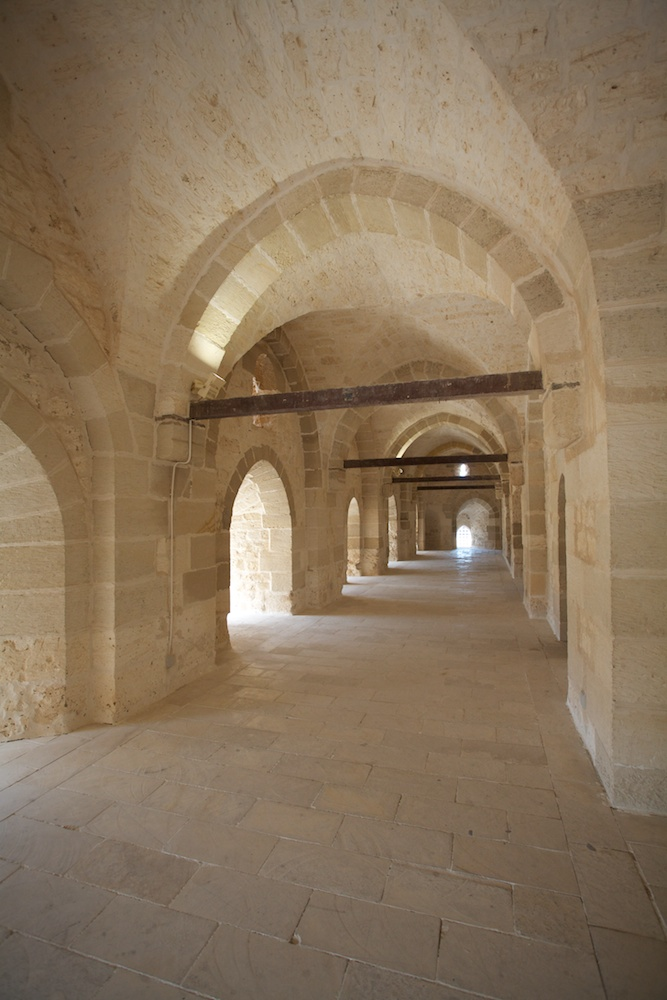
内部の通路
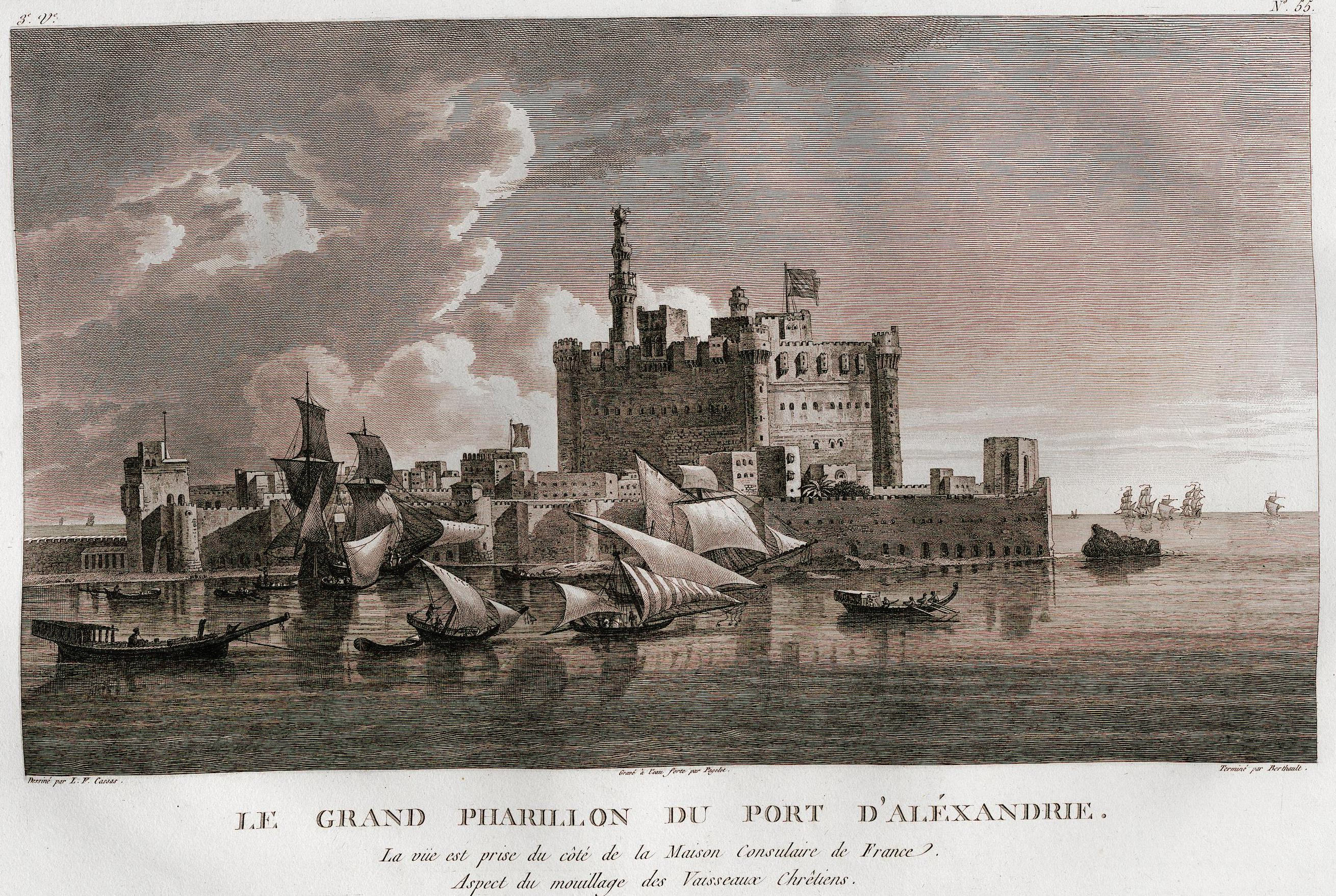
カーイト・バーイの要塞が描かれた版画
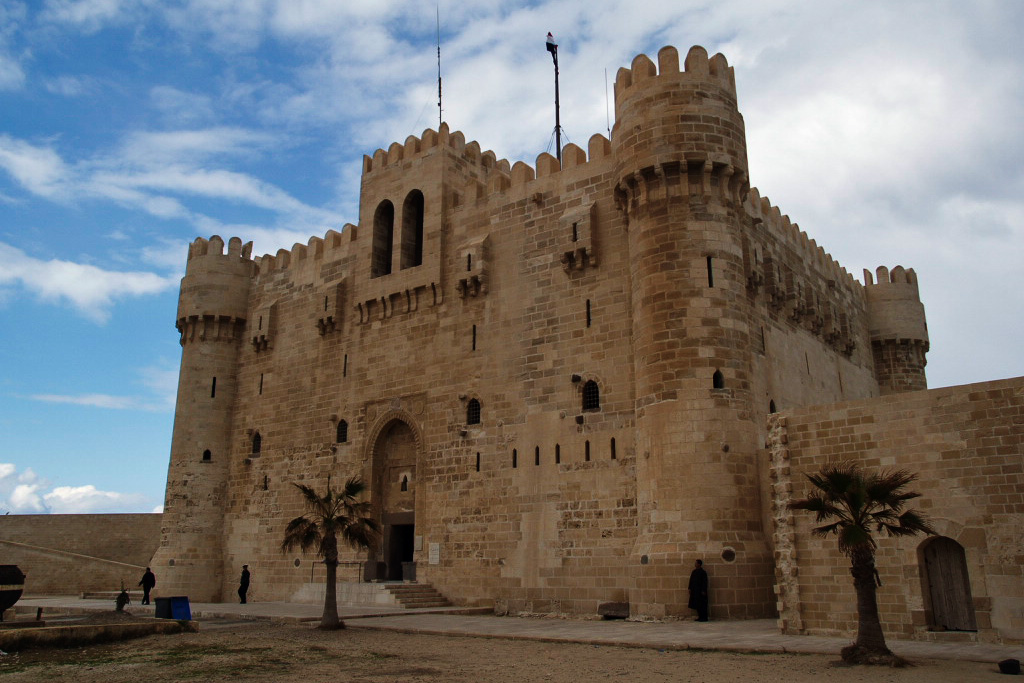
外観
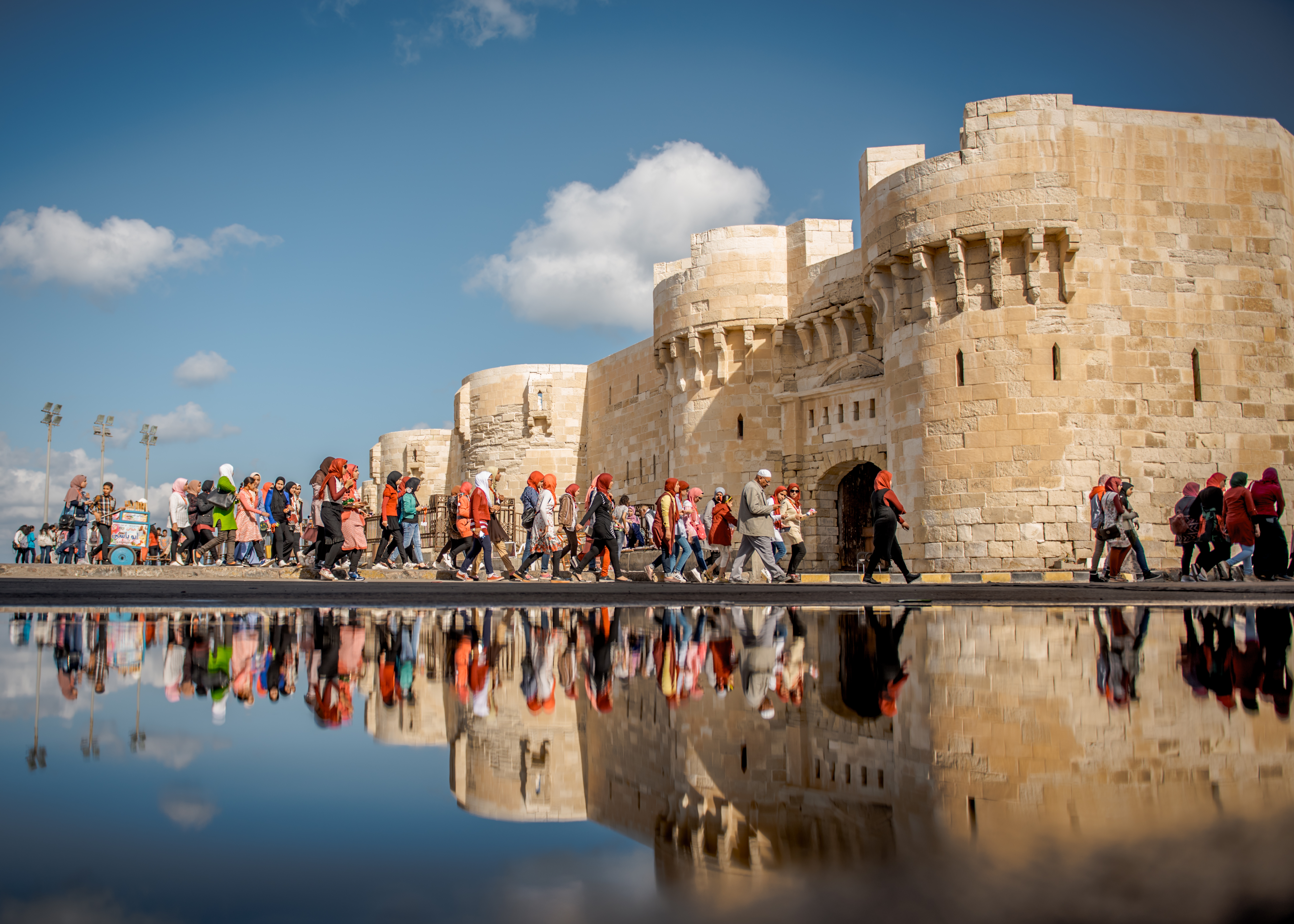
城壁とここを訪れる修学旅行生
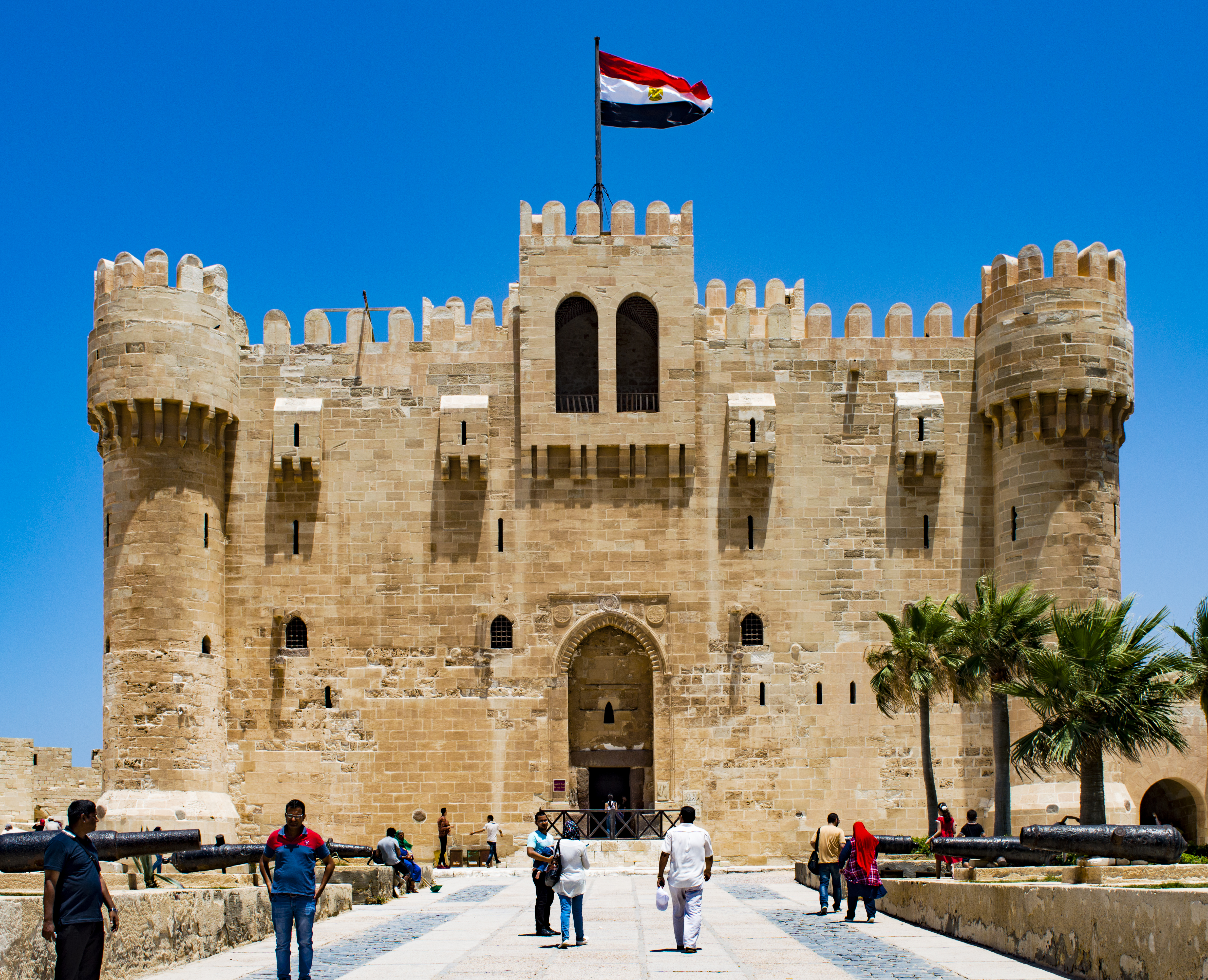
城壁に掲げられたエジプトの国旗
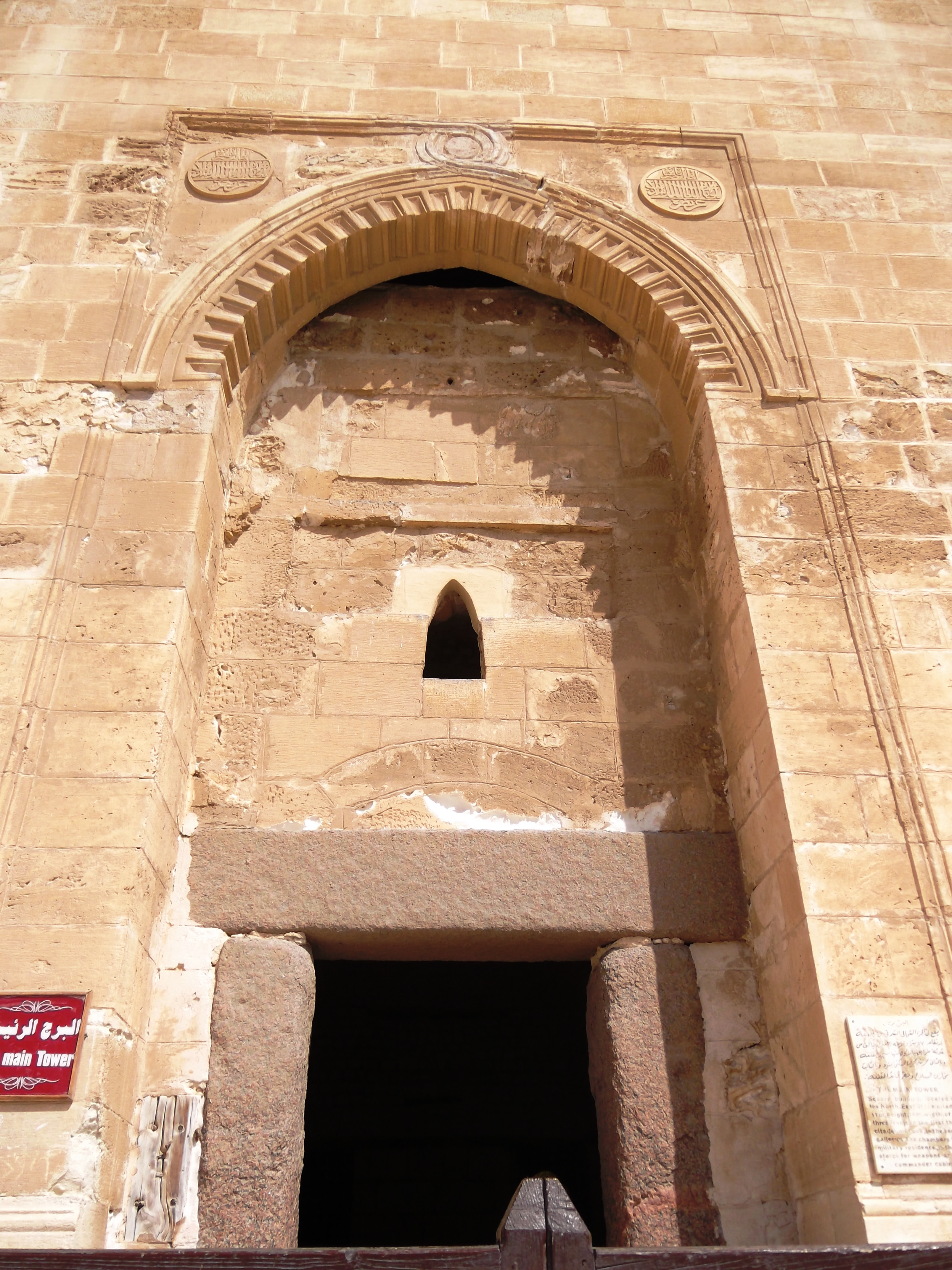
門
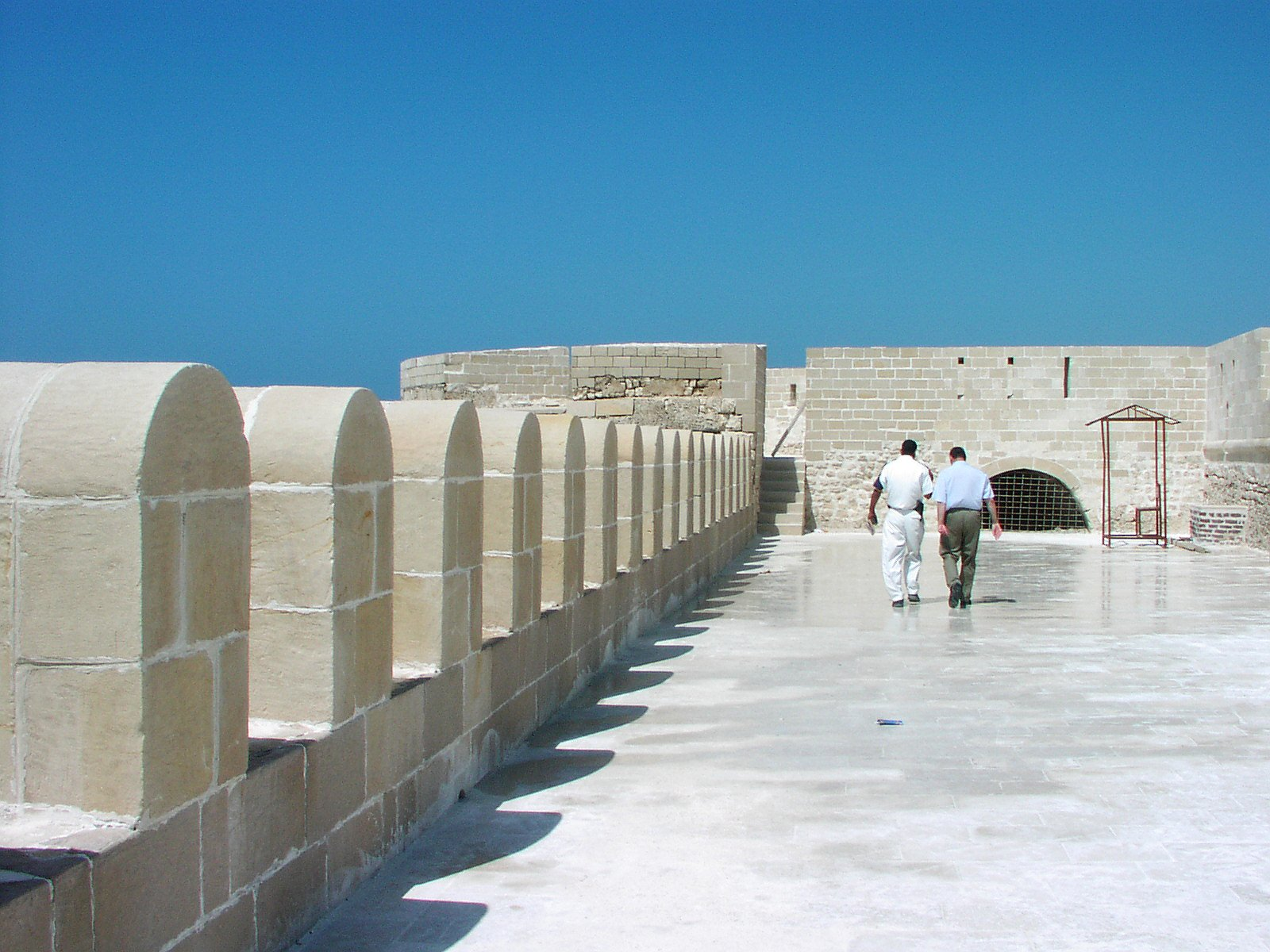
城壁の上
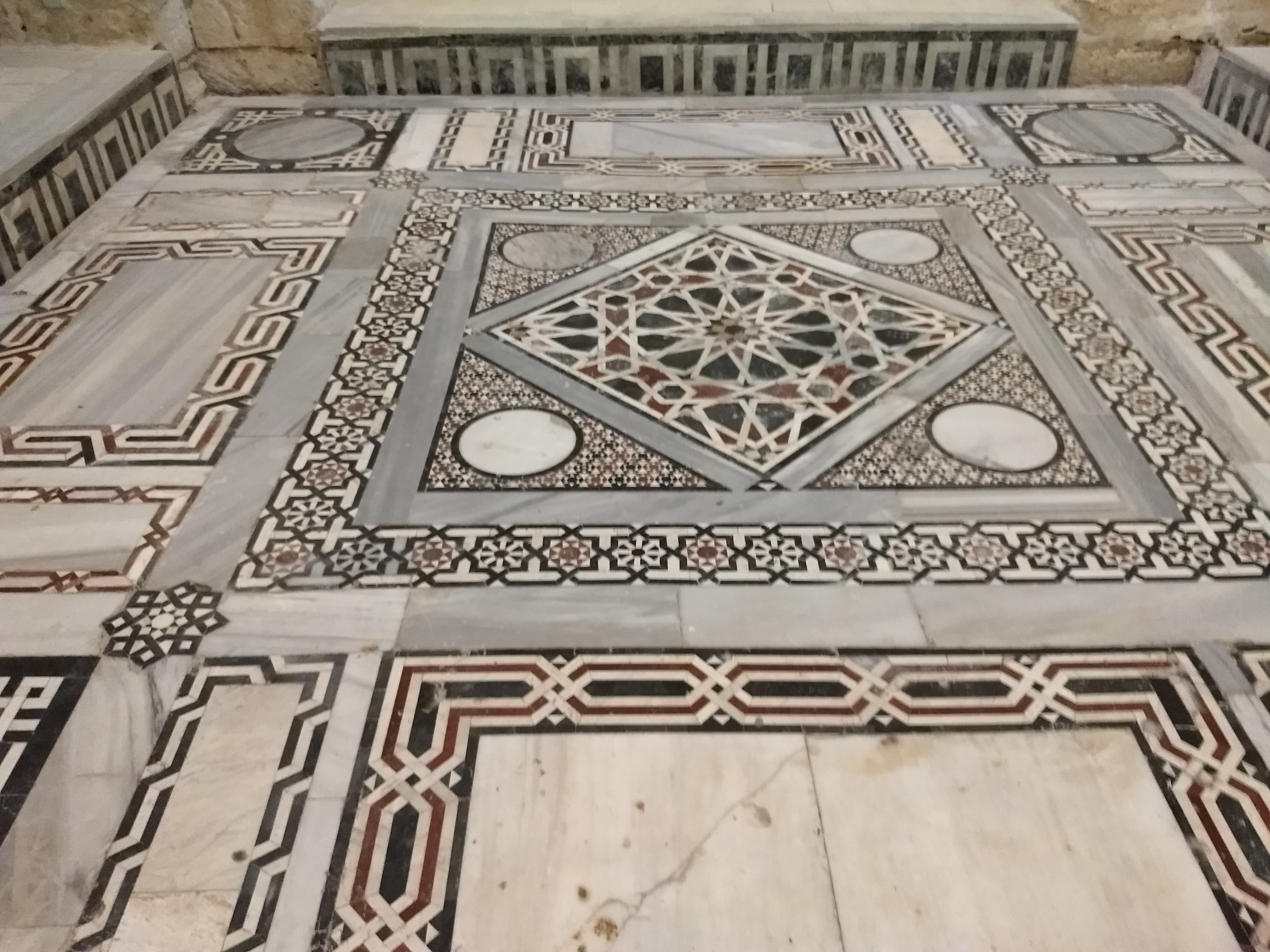
床のタイル